# هيروشي فوجيوكا
هيروشي فوجيوكا (باليابانية: 藤岡弘、) هو مغني ومستكشف وممثل ياباني، ولد في 19 فبراير 1946 في اليابان.

## وصلات خارجية
- هيروشي فوجيوكا على موقع IMDb (الإنجليزية)
- هيروشي فوجيوكا على موقع ألو سيني (الفرنسية)
- هيروشي فوجيوكا على موقع ميوزك برينز (الإنجليزية)
- هيروشي فوجيوكا على موقع ميوزك برينز (الإنجليزية)
- هيروشي فوجيوكا على موقع أول موفي (الإنجليزية)
- هيروشي فوجيوكا على موقع قاعدة بيانات الأفلام السويدية (السويدية)
- هيروشي فوجيوكا على موقع قاعدة بيانات الفيلم (الإنجليزية)
- هيروشي فوجيوكا على موقع كينوبويسك (الروسية)
- هيروشي فوجيوكا على موقع كينوبويسك (الروسية)
- هيروشي فوجيوكا على موقع ANN person (الإنجليزية)